# 慈湖街道
慈湖街道，是中华人民共和国安徽省马鞍山市花山区下辖的一个乡镇级行政单位。

## 行政区划
慈湖街道下辖以下地区：
慈湖街道虚拟社区。